# Frank Umbach
Frank Umbach (* 27. November 1963 in Kassel) ist ein deutscher Politikwissenschaftler mit Schwerpunkt Energiesicherheit und Sicherheitspolitik. Seit 2014 ist er Forschungsdirektor am European Centre for Energy and Resource Security am King’s College London.

## Leben
Umbach studierte von 1985 bis 1990 Politikwissenschaft, osteuropäische Geschichte und Völkerrecht an der Philipps-Universität Marburg und der Rheinischen Friedrich-Wilhelms-Universität Bonn (M.A. 1990). Von 1991 bis 1995 war er wissenschaftlicher Mitarbeiter am Bundesinstitut für ostwissenschaftliche und internationale Studien in Köln; sein Betreuer war Gerhard Wettig. 1991 forschte er am Institut für wissenschaftliche Information auf dem Gebiet der Gesellschaftswissenschaften der Russischen Akademie der Wissenschaften in Moskau, am Institute for National Strategic Studies der National Defense University in Washington, D.C., am Foreign Military Studies Office der US Army in Fort Leavenworth, Kansas und der RAND Corporation in Santa Monica, Kalifornien. Mit einem Short-term grant des Kennan Institute for Advanced Russian Studies war er 1992 am Woodrow Wilson International Center for Scholars in Washington D.C. tätig. Außerdem war er 1992 Research Assistant des „Special Advisor for Central and East European Affairs“ Christopher N. Donnelly im Büro des NATO-Generalsekretärs in Mons, Belgien sowie von 1993 bis 2003 Konsultant ebendort. 1995/96 war er Research Fellow am Japan Institute of International Affairs in Tokio. Er wurde u. a. durch die NATO und die Japan Foundation unterstützt.
1996 wurde er an der Universität Bonn mit einer Dissertation, die u. a. durch die Volkswagenstiftung gefördert wurde, über den Warschauer Pakt zum Dr. phil. promoviert. Zu seinen „Doktorvätern“ zählt er Wolfgang Pfeiler, Hans-Adolf Jacobsen, Karl Kaiser und Alexander Fischer. Von 1996 bis 2007 war er Programmleiter für Internationale Energiesicherheit und Sicherheitspolitik im Raum Asien-Pazifik beim Forschungsinstitut der Deutschen Gesellschaft für Auswärtige Politik in Bonn und Berlin. 2008 wurde er Senior Associate für internationale Energiesicherheit am Centre for European Security Strategies in München. Von 2010 bis 2014 war er Associate Director des European Centre for Energy and Resource Security am King’s College London. Seitdem ist er Research Director.
Von 2003 bis 2007 war er Co-Chair des European Committee of the Council for Security Cooperation in the Asia Pacific. 2005/06 war er Mitglied der BDI-Präsidialgruppe Internationale Rohstofffragen. 2007/08 war er offizieller Berater für Energiesicherheit der sozialdemokratischen litauischen Regierung Kirkilas. 2009/10 gehörte er einem Expertenrat für NATO-Russland-Beziehungen des EastWest Institute in Brüssel an. 2010 wurde er Mitglied der Arbeitsgruppe Energiesicherheit der Ukraine 2020 Task Force. Von 2010 bis 2014 war er Non-Resident Senior Fellow beim Energy and Climate Programme des Atlantic Council (Washington, D.C.). 2011 wurde er Vertragsautor des Geopolitical Information Service und 2012 wissenschaftlicher Fachberater von Shale Gas Europe.
Er ist Visiting Professor am European Interdisciplinary Studies Department des College of Europe in Warschau und Mitglied des International Institute for Strategic Studies in London. Außerdem tritt er als politischer und Unternehmensberater in zahlreichen Ländern in Erscheinung.

## Schriften (Auswahl)
Er veröffentlichte mehrere Berichte für das Bundesinstitut für Ostwissenschaftliche und Internationale Studien.
- Konflikt oder Kooperation in Asien-Pazifik?. Chinas Einbindung in regionale Sicherheitsstrukturen und die Auswirkungen auf Europa (= Schriften des Forschungsinstituts der Deutschen Gesellschaft für Auswärtige Politik. Reihe: Internationale Politik und Wirtschaft. Bd. 68). Oldenbourg, München 2002, ISBN 3-486-56648-2.
- Globale Energiesicherheit. Strategische Herausforderungen für die europäische und deutsche Außenpolitik (= Schriften des Forschungsinstituts der Deutschen Gesellschaft für Auswärtige Politik. Reihe: Internationale Politik und Wirtschaft. Bd. 70). Oldenbourg, München 2003, ISBN 3-486-56740-3.
- Das rote Bündnis. Entwicklung und Zerfall des Warschauer Paktes 1955 bis 1991 (= Militärgeschichte der DDR. Bd. 10). Links, Berlin 2005, ISBN 3-86153-362-6.